# Janowo (gemeente)
De gemeente Janowo is een landgemeente in het Poolse woiwodschap Ermland-Mazurië, in powiat Nidzicki.
De zetel van de gemeente is in Janowo.
Op 30 juni 2004 telde de gemeente 2885 inwoners.

## Oppervlakte gegevens
In 2002 bedroeg de totale oppervlakte van gemeente Janowo 191,56 km², waarvan:
- agrarisch gebied: 32%
- bossen: 50%

De gemeente beslaat 19,94% van de totale oppervlakte van de powiat.

## Demografie
Stand op 30 juni 2004:
| Omschrijving                   | Totaal | Totaal | Vrouwen | Vrouwen | Mannen | Mannen |
| ------------------------------ | ------ | ------ | ------- | ------- | ------ | ------ |
| eenheid                        | aantal | %      | aantal  | %       | aantal | %      |
| inwoners                       | 2885   | 100    | 1444    | 50,1    | 1441   | 49,9   |
| bevolkingsdichtheid (inw./km²) | 15,1   | 15,1   | 7,5     | 7,5     | 7,5    | 7,5    |

In 2002 bedroeg het gemiddelde inkomen per inwoner 1338 zł.

## Administratieve plaatsen (sołectwo)
Jagarzewo, Janowo, Komorowo, Muszaki, Rembowo, Róg, Ryki-Borkowo, Szczepkowo-Giewarty, Szemplino Czarne, Szemplino Wielkie, Wichrowiec, Więckowo, Zachy, Zawady, Zembrzus-Mokry Grunt.

## Overige plaatsen
Grabowo, Grabówko, Łomno, Puchałowo, Ruskowo, Ulesie, Uścianek, Zdrojek.

## Aangrenzende gemeenten
Chorzele, Dzierzgowo, Janowiec Kościelny, Jedwabno, Nidzica, Wielbark